# These Immortal Souls
These Immortal Souls waren eine Indie-Rock-Band mit australischen Musikern. Hauptsächlich agierte die Band aber in Europa – in den späten 1980er und den frühen 1990er Jahren.

## Geschichte
Die Band bestand aus Rowland S. Howard (Gesang und Gitarre), Genevieve McGuckin (Keyboard), Epic Soundtracks (Schlagzeug) und Harry Howard (Bass). These Immortal Souls wurden 1987 in West-Berlin gegründet, als sich Genevieve McGuckin mit den drei (Ex-)Mitgliedern von Crime & the City Solution zusammentat.
These Immortal Souls veröffentlichten noch 1987 ihr erstes Album Get Lost, (Don’t Lie!) und tourten durch Europa, Amerika und Australien. Zwei weitere Alben Marry Me (1990) und I’m Never Gonna Die Again (1992) folgten. 1994 stießen noch der Schlagzeuger Craig Williamson und der Gitarrist Spencer P. Jones zur Band. In dieser Besetzung steuerten sie den Song You Can’t Unring a Bell zum 1994er Tom-Waits-Tribute-Album Step Right Up bei.
1995 kehrten Rowland S. Howard, Harry Howard und Genevieve McGuckin nach Australien zurück und traten dort gelegentlich noch als These Immortal Souls auf. Das letzte Konzert der Band fand am 23. Juli 1998 im Greyhound Hotel in Melbourne statt – mit Lydia Lunch als Support. Der Schlagzeuger Epic Soundtracks (Bruder von Nikki Sudden) war bereits im November 1997 unter ungeklärten Umständen in seiner Wohnung in London verstorben. Rowland S. Howard starb am 30. Dezember 2009 an Leberkrebs.

## Stil
Der Stil der Band lässt sich als düsterer (manche meinen sich mit der Zeit aufhellender) bluesgetränkter Indie-Rock beschreiben. Eine von „Punk zu Blues zu 1940er Jahre-Balladen“ reichende Spannbreite attestierte der Band das amerikanische Magazin The Bob. Der Begriff „makelloser Grusel-Rock“, der im Musikexpress Anwendung fand, wurde mit der „raffinierte[n] Balance zwischen fesselnden unorthodoxen Improvisationen und bleischweren Akkorden“ und dessen sphärischer, Gänsehaut erzeugender Untermalung begründet. In der Musikzeitschrift Spex ging Jutta Koether genauer auf die Spieltechnik des Bandleaders ein: „Gleichzeitig laufen Akkorde, komplizierteste Sounds und ungehörte Variationen seines Stils entweder seinem Gesang entgegen, oder aber sie laufen auseinander. Traditionell harmonisch klingt das nie, aber oft sehr elegant. Mit Noise, mit Rauslassen von Noise hat das nichts zu tun. Es sind präzise konstruierte, sich verhakende, geschickt eingesetzte Dissonanzen, die sich gegen die einfachen Melodieteile werfen.“ Den Blues, fügte sie weiter unten noch an, habe man – mit ihrer Punk/New-Wave-Attitüde – an den Rand des Undergrounds geführt.
Im Melody Maker erklärte Rowland S. Howard die düstere Stimmung des Debütalbums mit seiner inneren aus Obsessionen bestehender Erlebniswelt. Fünf Jahre später versprach er gegenüber dem Sub Line, die Zeiten, in denen seine Lieder „aus dem Unterbewusstsein entstanden“, gehörten der Vergangenheit an. Er wolle nun einfache und heitere Lieder verfassen.
Als Präferenzen, nicht unbedingt als Vorbilder, gab Rowland S. Howard die Bands The Stooges und Velvet Underground und als Einzelkünstler Lee Hazlewood, Alex Chilton sowie „wenn er wirklich die richtig noisy Gitarre spielt“ John Lennon an. Epic Soundtracks nannte die Shangri-Las, Bow Wow Wow und die Slits.

## Diskografie

### Alben
- 1987: Get Lost (Don't Lie)
- 1990: Marry Me
- 1992: I'm Never Gonna Die Again

### Singles
- 1987: Marry Me (Lie! Lie!)
- 1992: King of Kalifornia